# Геройское (Крым)
Геро́йское (до 1960-х годов Го́рьковское, до 1948 года Ашага́-Джами́н; укр. Геройське, крымскотат. Aşağı Camin, Ашагъы Джамин) — село в Сакском районе Крыма (согласно административно-территориальному делению Украины — центр Геройского сельского совета Автономной Республики Крым, согласно административно-территориальному делению РФ — центр Геройского сельского поселения Республики Крым).

## Современное состояние
На 2016 год в Геройском 1 проспект и 13 улиц, площадь, занимаемая селом, по данным сельсовета на 2009 год, 260,2 гектара, на которой в 652 дворах, числилось 1707 жителей. В селе действует средняя общеобразовательная школа с детским садом «Пчёлка», культурый центр, библиотека, фельдшерско-акушерский пункт, церковь святителей Афанасия и Кирилла, Геройское связано автобусным сообщением с Саками. В селе установлен Мемориальный комплекс «Курган девяти героев» в честь подвига девяти Героев Советского Союза, погибших в бою у села 13 апреля 1944 года, открыт музей боевого подвига.

## География
Геройское расположено практически в центре района, в степной части Крыма в верховье балки Геройская (приток маловодной речки Чеботарская), высота села над уровнем моря — 28 м. Ближайшие сёла: Червонное — в 2,5 км на юго-запад и Яркое — в 4,5 км на северо-восток. Расстояние до райцентра — около 13 километров (по шоссе), ближайшая железнодорожная станция — Разъезд 29 км на линии Остряково — Евпатория в 3,5 км. Транспортное сообщение осуществляется по региональной автодороге 35Н-491 от шоссе Симферополь — Евпатория (по украинской классификации С-0-11244).

## История
Первое документальное упоминание села встречается в Камеральном Описании Крыма… 1784 года, судя по которому, в последний период Крымского ханства Ашагы Егирмен входил в Каракуртский кадылык Бахчисарайского каймаканства. После присоединения Крыма к России (8) 19 апреля 1783 года, (8) 19 февраля 1784 года, именным указом Екатерины II сенату, на территории бывшего Крымского Ханства была образована Таврическая область и деревня была приписана к Евпаторийскому уезду. После Павловских реформ, с 1796 по 1802 год, входила в Акмечетский уезд Новороссийской губернии. По новому административному делению, после создания 8 (20) октября 1802 года Таврической губернии, Ашага-Джамин был включён в состав Тулатской волости Евпаторийского уезда.
По Ведомости о волостях и селениях, в Евпаторийском уезде с показанием числа дворов и душ… от 19 апреля 1806 года в деревне Ашага-Джагамин числился 21 двор, 120 крымских татар и 2 ясыров. На военно-топографической карте 1817 года деревня Джаамын ашоа обозначена с 20 дворами. После реформы волостного деления 1829 года Ашага Джамин, согласно «Ведомости о казённых волостях Таврической губернии 1829 года», отнесли к Темешской волости (переименованной из Тулатской). На карте 1836 года в деревне 12 дворов. Затем, видимо, вследствие эмиграции крымских татар в Турцию, деревня заметно опустела и на карте 1842 года Ашага-Джамин обозначен условным знаком «малая деревня», то есть, менее 5 дворов.

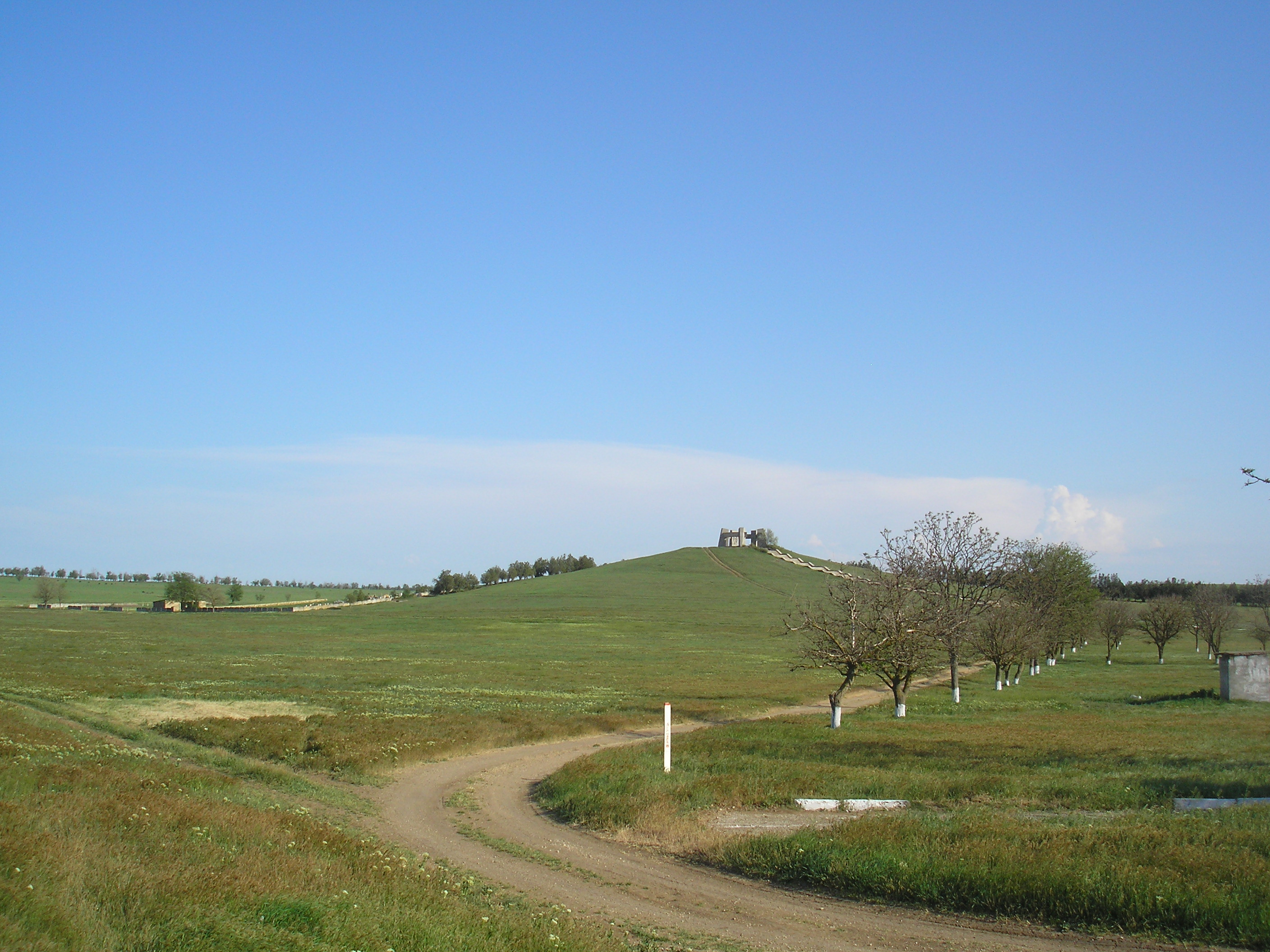
Братская могила восьми Героев Советского Союза. скульпторы В. В. Петренко, Н. И. Петренко, архитектор А. М. Крамаренко, Геройское

В 1860-х годах, после земской реформы Александра II, деревню приписали к Сакской волости. Согласно «Памятной книжке Таврической губернии за 1867 год», деревня Ашага Джамин была покинута жителями в 1860—1864 годах, в результате эмиграции крымских татар, особенно массовой после Крымской войны 1853—1856 годов, в Турцию и вновь заселена татарами. В «Списке населённых мест Таврической губернии по сведениям 1864 года», составленном по результатам VIII ревизии 1864 года, Ашага-Джамин — владельческая татарская деревня, с 19 дворами, 95 жителями и мечетью при колодцах. По обследованиям профессора А. Н. Козловского 1867 года, вода в колодцах деревни была пресная, но их глубина достигала 16—25 саженей (30—50 м),. На трехверстовой карте Шуберта 1865—1876 года в деревне Ашага-Джамин 16 дворов. В 1879 году, согласно энциклопедическому словарю «Немцы России», крымскими немцами католикам, на 3806 десятинах земли была основана немецкая колония. По «Памятной книге Таврической губернии 1889 года» по результатам Х ревизии 1887 года, Ашага-Джамин записан с 37 дворами и 213 жителями. На верстовой карте 1890 года в деревне обозначено 35 дворов с немецко-татарским населением. Согласно «…Памятной книжке Таврической губернии на 1892 год», в деревне Ашага-Джамин, входившей в Юхары-Джаминское сельское общество, было 74 жителя в 15 домохозяйствах.
Земская реформа 1890-х годов в Евпаторийском уезде прошла после 1892 года, в результате Ашага-Джамин отнесли к Камбарской волости. По «…Памятной книжке Таврической губернии на 1900 год» в деревне, входившей в Джаминское сельское общество, числилось 209 жителей в 35 дворах, в 1911, согласно энциклопедическому словарю, был 291 житель. На 1914 год в селении действовала католическая земская школа. По Статистическому справочнику Таврической губернии. Ч.II-я. Статистический очерк, выпуск пятый Евпаторийский уезд, 1915 год, в деревне Ашага-Джамин Камбарской волости Евпаторийского уезда числилось 35 дворов (все дворы с землёй) с немецким населением в количестве 162 человек приписных жителей и 130 — «посторонних», из которых 150 мужчин и 142 женщины. Жители владели 3800 десятинами удобной земли. В хозяйствах имелась 401 лошадь, 194 вола и 185 коров (в 1918 году — 296 человек). Согласно списку 1915 года «…русских подданных из австрийских, венгерских или германских выходцев» землевладельцев, опубликованном в газете «Таврические губернские ведомости» в апреле 1915 года, при деревне Ашага Джамин значились два брата Бозер Михаил и Пётр имевшие по 86,5 десятин 2249 квадратных саженей, а Андреас и Иоганес Иогановичи — по 245 дес. 1746 кв. саж. земли. Вальц Гергард Иоганович владел 100 дес. 2021 кв. саж., а Иосиф Фиделиусович — 131 дес. 542 кв. саж. Семейство Файстов из 10 человек имело в совместной собственности 100 дес. 1010,5 кв. саж.; видимо, другая ветвь Файстов из 3 братьев — 200 дес. 2002 кв. саж.; третья ветвь (5 человек) владела 72 дес. 870 кв. саж. Кроме того Пётр Фиделиусович Файст имел 1104 д 1516 кв. саж., а Пётр Георгиевич — 150 дес. 1515 кв. саж. Также отмечены Якуб Георгиевич Губер и Шнайдер Матиас Иоганов — также 100 дес. 1010 кв. саж..
После установления в Крыму Советской власти, по постановлению Крымревкома от 8 января 1921 года была упразднена волостная система и село включили в состав вновь созданного Сарабузского района Симферопольского уезда, а в 1922 году уезды получили название округов. 11 октября 1923 года, согласно постановлению ВЦИК, в административное деление Крымской АССР были внесены изменения, в результате которых был ликвидирован Сарабузский район и образован Симферопольский и село включили в его состав. Согласно Списку населённых пунктов Крымской АССР по Всесоюзной переписи 17 декабря 1926 года, в селе Ашага-Джамин, центре упразднённого к 1940 году Ашага-Джаминского сельсовета Симферопольского района, числилось 75 дворов, из них 61 крестьянский, население составляло 368 человек, из них 334 немца, 12 русских, 10 украинцев, 5 армян, 3 еврея, 1 белорус, 1 записан в графе «прочие», действовала немецкая школа, переданного в 1935 году в состав созданного 26 января того же года Сакского района и упразднённого к 1940 году. По данным всесоюзная перепись населения 1939 года в селе проживало 407 человек. Вскоре после начала Великой Отечественной войны, 18 августа 1941 года крымские немцы были выселены, сначала в Ставропольский край, а затем в Сибирь и северный Казахстан.
Во время Отечественной войны, при обороне Крыма у села погиб неизвестный солдат. Останки воина жители села похоронили на сельском кладбище. В 1958 году на могиле был установлен обелиск, в 1985 году заменённй скульптурным изображением скорбящей женщины на квадратном постаменте (скульптор И. С. Кравченко). Приказом Министерства культуры Украины № 604 от 4 июля 2013 года объявлен памятником истории местного значения. При поведении освобождения Крыма в окрестностях Ашага-Джамина, на правом фланге наступающего 19-го танкового корпуса проводила разведку гаруппа бойцов 3-го инженерного батальона. У села разведчики встретили противника и вступили в бой. Истратив все патроны, ранеными бойцы были захвачены в плен и расстреляны (чудом в живых остался рядовой Ершов). Останки погибших похоронили на сельском кладбище. Указом Президиума Верховного Совета СССР 16 мая 1944 года все 9 советских воинов — сержант Н. И. Поддубный, младший сержант М.-З. Абдулманапов, рядовые П. В. Велигин, В. А. Ершов, Г. Н. Захарченко, М. А. Задорожный, П. А. Иванов, А. Ф. Симоненко и И. Т. Тимошенко были удостоены звания Героев Советского Союза. В 1960 году павших перенесли на нынешнее место и установили памятный знак в виде куба на ступенчатом основании. В 1984 году на возвышении у подножия холма на постаменте установили танк Т-34. Соременный мемориал разработан в 1980 году Крымским художественно-производственным комбинатом Худфонда УССР при участии скульпторов В. В. Петренко, Н. И. Петренко и архитектора А. М. Крамаренко. Сооружение нового памятника велось с 1983 года и закончено в 2005 году. Постановлением Совета министров Республики Крым № 627 от 20 декабря 2016 года памятник отнесён к категории объектов культурно-исторического наследия России регионального значения.
После освобождения Крыма от немецкой оккупации, 12 августа 1944 года было принято постановление № ГОКО-6372с «О переселении колхозников в районы Крыма», по которому в район из Курской и Тамбовской областей РСФСР в район переселялись 8100 колхозников, а в начале 1950-х годов последовала вторая волна переселенцев из различных областей Украины. С 25 июня 1946 года Ашага-Джамин в составе Крымской области РСФСР. Указом Президиума Верховного Совета РСФСР от 18 мая 1948 года, Ашага-Джамин переименовали в Горьковское. 26 апреля 1954 года Крымская область была передана из состава РСФСР в состав УССР. На 15 июня 1960 года село числилось в составе Новодмитриевского сельсовета. Указом Президиума Верховного Совета УССР «Об укрупнении сельских районов Крымской области», от 30 декабря 1962 года село присоединили к Евпаторийскому району. 23 октября 1963 года центр сельсовета перенесён в Орехово, в который включили Горьковское. К 1968 году Горьковское переименовали в Геройское (согласно справочнику «Крымская область. Административно-территориальное деление на 1 января 1968 года» — с 1954 по 1968 годы). 1 января 1965 года, указом Президиума ВС УССР «О внесении изменений в административное районирование УССР — по Крымской области», Евпаторийский район был упразднён и село включили в состав Сакского (по другим данным — 11 февраля 1963 года). В период с 1 января по 1 июня 1977 года был создан Геройский сельсовет. По данным переписи 1989 года в селе проживало 1049 человек. С 12 февраля 1991 года село в восстановленной Крымской АССР, 26 февраля 1992 года переименованной в Автономную Республику Крым. С 21 марта 2014 года в составе Крыма аннексировано Россией.
В 2015 году в связи с созданием СЭЗ Крыма на территории Геройского развивается инвестиционный проект Bewinemaker в сфере сельского хозяйства региона.

## Население
| 2001 | 2014  |
| ---- | ----- |
| 1706 | ↗1740 |

Всеукраинская перепись 2001 года показала следующее распределение по носителям языка
| Язык             | Процент |
| ---------------- | ------- |
| русский          | 65.42   |
| украинский       | 22.8    |
| крымскотатарский | 10.96   |
| другие           | 0.29    |

### Динамика численности
| - 1806 год — 122 чел. - 1864 год — 95 чел. - 1889 год — 213 чел. - 1892 год — 74 чел. - 1900 год — 209 чел. - 1915 год — 162/130 чел. - 1918 год — 296 чел. | - 1926 год — 368 чел. - 1939 год — 407 чел. - 1989 год — 1049 чел. - 2001 год — 1706 чел. - 2009 год — 1707 чел. - 2014 год — 1740 чел. |